# Ямна култура
Ямната култура е археологическа култура от периода 3600 – 2300 г. пр.н.е., в района между реките Днестър и Буг, и планината Урал. Кургани от ямната култура могат да се видят и на територията на България в Добруджа около границата с Румъния.
Ямната култура е била предимно номадска, а земеделие се е практикувало само в някои речни райони. Открити са няколко могилни укрепления. Установено е отглеждането на домашни животни – коне, едър и дребен рогат добитък. Познати са били ралото и каруцата.
Името на културата (ямна – от яма) идва от специфичните ямовидни гробници (кургани), с които тя се характеризира. В тях мъртвите са били погребвани по гръб, с превити колене.
Според курганната хипотеза на Мария Гимбутас за индоевропейския произход, ямната култура е свързана с древните индоевропейци.

## Ямната култура в България
Последни изследвания (след 1989), благодарение на Стефан Александров и Даниела Агре, показват, че броят на ямни погребения е значително увеличен в България. Значително за отбелязване е, че такива липсват в Югозападна България. Общо откритите гробове са 162 на брой. Серия от C14 изследвания датира находките от 3100 – 2600 BC по калибрирани данни, което говори, че миграциите на този тип култура от североизток към България се е случило в продължение на дълг период от време. Находки на местни артефакти(съдове) в ямни погребения от Тракия, говори за близки отношения между прииждащото население и местните обитатели. Няма археологически данни свидетелстващи за доминация на степния народ над останалото население – въпреки историческите интерпетации по темата.

## Специфики на Ямната култура
Общите характеристики на културата са погребенията, които включват овална или правоъгълна яма и охра. Полагането на тялото е в хокер (ляв или десен) или по гръб. Понякога се намират следи от дървен материал (дъски) с които е била покрита ямата. В някои случаи се наблюдават 2 степенност на ямата – широка „входна“ част и по тясна ниша за полагане на тялото. Намираните артефакти освен охра се състоят предимно от керамика, но също се срещат и лични вещи, като медни инструменти, медни остриета и кости от животни.
В повечето случаи в ямата няма артефакти и те са рядкост. Културата се датира като Енеолитна или Ранно-Бронзова. Класификацията на яма от тази култура е проблемен въпрос, затова се въвежда правилото за задължително присъствие на охра в погребението. Пропускането за споменаване на охра при разкопки би извадило автоматично гробът от класификацията ямна култура, затова добрата документация е задължителна. След прилагане на този критерий в България оставаме със 162 открития съдържащи 175 индивида. Между тях са 20 зрели мъже, 19 зрели жени, 29 деца, а останалите 107 са с неустановена възраст. Интересно е, че броят на погребаните деца е сравнително нисък процент, а жените и мъжете са сравнително равномерно разпределени. Въпреки това, 175 е твърде нисък брой за да може да се правят някакви конткретни заключения. Притеснителен е фактът, че за толкова дълъг период на обитаване се откриват толкова малко гробове – което говори, че тези гробове не са представителни за цялата популация.
Наблюдават се струпване на серия от могили в Тракия и Североизточна България, като броя на погребенията са в клъстери от 4 – 5 до 10.

## Изследователи в България
Изследователите на Ямната Култура в България са Иван. П. Панайтов – смятан за основният изследовател в Западнопонтийски регион. Други работили по темата са Лолита Николова и Илия Илиев.